# 268 (số)
268 (hai trăm sáu mươi tám) là một số tự nhiên ngay sau 267 và ngay trước 269.